# Professor Love
Professor Love (Originaltitel: Some Kind of Beautiful) ist eine US-amerikanische Filmkomödie aus dem Jahr 2014. Unter der Regie von Tom Vaughan sind Pierce Brosnan, Jessica Alba und Salma Hayek in den Hauptrollen zu sehen.

## Handlung
Literaturprofessor Richard Haig genießt sein Leben als Single und Womanizer. Nachdem sein aktueller Flirt Kate schwanger wird und zurück nach Kalifornien ziehen möchte, entscheidet sich Richard dafür, mit ihr zu gehen und für sein Kind da zu sein. Nach einer Weile verliebt sich Kate in einen neuen Mann und lässt sich scheiden. Zu allem Übel droht Richard die Ausweisung aus den Vereinigten Staaten. In diesem Moment taucht Kates Schwester Olivia auf und stellt Richards Welt auf den Kopf.

## Produktion
Die Dreharbeiten fanden von Oktober bis November 2013 überwiegend in Los Angeles statt.
Ursprünglich sollte Kristin Scott Thomas die weibliche Hauptrolle spielen. Sie wurde noch vor Drehbeginn durch Salma Hayek ersetzt.

## Veröffentlichung
Der Film wurde am 6. November 2014 unter dem Titel Some Kind of Beautiful in den Vereinigten Staaten uraufgeführt und kam dort am 21. August 2015 in die Kinos. In Kanada wurde er unter dem Titel How to Make Love Like an Englishman veröffentlicht, im Vereinigten Königreich als Lessons in Love. In weiten Teilen Europas wurde der Film direkt auf DVD und Blu-ray veröffentlicht, in Deutschland hingegen kam er am 9. Juni 2016 in die Kinos.

## Kritiken
Der Film erhielt überwiegend negative Kritiken. Bei Metacritic erhielt der Film einen Metascore von 11/100 basierend auf 9 Rezensionen, bei Rotten Tomatoes waren 4 Prozent der 27 Rezensionen positiv.
Der Filmdienst meint, die „unausgegorene romantische Komödie mit Culture-Clash-Anstrich“ wirke hölzern und sei „ohne Gespür für Timing inszeniert“. Weiter heißt es, „amüsante Dialoge und kritische Seitenhiebe auf US-amerikanische Neurosen“ wechselten sich mit „überzeichneter Situationskomik und unpassendem Slapstick“ ab. Die TV Spielfilm urteilte anlässlich der Kinoveröffentlichung in Deutschland, dass die „romantische (Screwball-)Komödie außer Klischees, Bildern wie von der Touristinfo und aufgesetzter Dramatik wenig zu bieten hat. Die Figuren des Films sind charmant, aber uninteressant, die Story plätschert müde dahin, zum Ende wird’s platt und kitschig.“